# Жукувка (гміна Блоне)
Жукувка (пол. Żukówka) — село в Польщі, у гміні Блоне Варшавського-Західного повіту Мазовецького воєводства.
Населення — 223 особи (2011).
У 1975-1998 роках село належало до Варшавського воєводства.

## Демографія
Демографічна структура станом на 31 березня 2011 року:
|          | Загалом | Допрацездатний вік | Працездатний вік | Постпрацездатний вік |
| -------- | ------- | ------------------ | ---------------- | -------------------- |
| Чоловіки | 99      | 15                 | 76               | 8                    |
| Жінки    | 124     | 23                 | 76               | 25                   |
| Разом    | 223     | 38                 | 152              | 33                   |